# Пінська дієцезія

Пінська дієцезія

Пінська дієцезія (лат. Dioecesis Pinskensis Latinorum, біл. Пінская дыяцэзія) — католицька дієцезія в Білорусі. Створена 28 жовтня 1925 року, входить до складу Мінсько-Могильовської митрополії. Сьогодні Пінська дієцезія займає територію Берестейської та Гомельської областей. Центр у Пінську. Дієцезія об'єднує Барановицький, Берестейський, Гомельський, Ляховицький, Мозирський, Пінський та Пружанський деканати.

## Історія
Перша спроба заснувати дієцезію з центром у Пінську була здійснена в 1794 році архієпископом Могильовським Станіславом Богушем-Сестренцевичем. Однак у 1798 році папський нунцій в Російській імперії Лоренцо Літта скасував дієцезію як неканонічно засновану. Того ж року на основі папської булли та імператорського указу було засновано римо-католицьку дієцезію з центром у Мінську, до якої входила територія ліквідованої Пінської римо-католицької дієцезії.
Пізніше, у 1917 році, Мінську дієцезію відновили, але на початку 1920-х її єпископ Зигмунд Лозинський був змушений покинути Мінськ і шукати нову резиденцію, якою став Пінськ у складі Польщі. 28 жовтня 1925 року папа Пій XI заснував Пінську дієцезію, яка фактично існувала до 1939 року, формально до 1946 року (року смерті єпископа), апостольською конституцією Vixdum Poloniae unitas. Дієцезію очолювали єпископи Пінські: Зигмунд Лозинський (1925—1932), Казімеж Букраба (1932—1946).
У 1991 році дієцезія була відновлена в межах Берестейської та Гомельської областей у складі Мінсько-Могильовської митрополії.

## Єпископи
- Зигмунд Лозинський (1925—1932)
- Казімеж Букраба (1932—1946)
  - Кароль Немира (єпископ-помічник у 1933—1946 роках)
- Владислав Яндрушук (з 1962 — єпископ-помічник, з 1967 до 1991 — апостольський адміністратор)
- Казімеж Свйонтек (апостольський адміністратор з 1991)
  - Казимір Великоселець (єпископ-помічник з 1999)
- Тадеуш Кондрусевич (апостольський адміністратор з 2011)
- Антоній Дем'янко (ординарій з 2012)